# Dichanthium setosum
Dichanthium setosum är en gräsart som beskrevs av Stanley Thatcher Blake. Dichanthium setosum ingår i släktet Dichanthium och familjen gräs. Inga underarter finns listade i Catalogue of Life.